# Bofors 40 mm
Il Bofors da 40 mm è un cannone prodotto dalla Bofors nonché una delle armi antiaeree più diffuse durante il XX secolo, ancora oggi in servizio presso varie forze armate.
La sua progettazione iniziò nel 1928 su specifica della Marina Svedese che intendeva avere un sostituto al cannone Vickers da 40/39mm anche in relazione agli sviluppi dell'arma aerea.

## Cannone da 40 mm/60 (1.57") Modello 1936
La prima versione aveva canna lunga 60 calibri ed era designata 40L/60.

La cadenza di tiro leggermente inferiore alle armi da 37 mm era compensata da una maggior massa del proiettile (900 g rispetto ai 650g dei calibri da 37 mm); la gittata si aggirava sui 3000 m.
Tra le nazioni che adottarono quest'arma, prima e durante la seconda guerra mondiale, vi furono la Polonia, la Gran Bretagna e gli Usa, che li utilizzarono come dotazione antiaerea delle portaerei (mediamente 44 armi in postazioni binate). La Francia all'inizio della seconda guerra mondiale schierava 42 Bofors, rinominati 40 mm CA Mle 1938. I tedeschi realizzarono una versione 4 cm Flak 28, mentre il Giappone realizzò una copia da 40 mm/60 analizzando un cannone Bofors dell'esercito britannico raffreddato ad aria, catturato a Singapore.
Il primo prototipo del cannone fu terminato nella tarda estate del 1930 e le prime prove furono effettuate il 17 ottobre 1930. Le prove ufficiali per la Marina svedese si tennero il 21 marzo 1932, e dopo ulteriori perfezionamenti la produzione fu avviata nel 1936.

## Produzione su licenza

### Versione britannica
I britannici mostrarono interesse per questa arma nel 1933 e nel 1937 fecero un ordine di 100 cannoni. Le prime versioni navalizzate, raffreddate ad aria, vennero usate dalla Royal Navy alla fine del 1941 a bordo della navi da battaglia Prince of Wales e Nelson e degli incrociatori Erebus e Manchester, anche se alcune navi in precedenza, erano state temporaneamente armate della versione del cannone in dotazione all'esercito, raffreddata ad aria. La versione inglese raffreddata ad acqua è stata sviluppata dall'industria olandese Hazemeyer e le corvette Classe Black Swan furono nel novembre 1942 le prime unità navali ad essere equipaggiate con tale versione.
Il numero totale di cannoni costruiti da Australia, Gran Bretagna e Canada on la designazione 40 mm/56.3 (1.57") QF (Quick Firing) non è noto con precisione e a questi vanno aggiunti i cannoni forniti ai britannici dagli Stati Uniti in base al Lend-Lease Act.
La designazione dei modelli in servizio sulle unità della Royal Navy furono le seguenti:
- Mark I: versione con sistema di controllo remoto
- Mark II: versione quadrupla simile alla versione Mark I
- Mark III: versione navalizzata derivata da un modello in uso all'Esercito, a montaggio singolo e azionamento manuale con raffreddamento ad aria
- Mark IV: versione con montaggio stabilizzato tri-assiale dotata di radar di tiro Type 282
- Mark V: versione a montaggio binato, che ha sostituito la versione Mark IV; si trattava di una versione semplificata del gemello americano Mark I
- Mark VC: versione Mark V per il Canada
- Mark VI: versione sestupla con sistema di controllo remoto e di radar di tiro dedicato
- Mark VII: versione entrata in servizio nel 1945, a canna singola con raffreddamento ad acqua, che ha sostituito la versione Mark III
- Mark IX: versione uguale alla Mark VII ad alimentazione elettrica, utilizzata dalla Royal Navy nella Guerra delle Falkland

### Versione statunitense
Gli Stati Uniti d'America mostrarono interesse per questa arma, ma per una serie di problemi i produttori americani modificarono radicalmente il progetto svedese, e ne avviarono un massiccio programma di produzione, per circa 39.200 armi costruite prima della fine della guerra. Nel 1944, il cannone, la cui designazione era 40 mm/56,  su gran parte delle unità navali americane aveva rimpiazzato le mitragliere da 28mm e verso la fine del conflitto anche i cannoni Oerlikon da 20 mm.

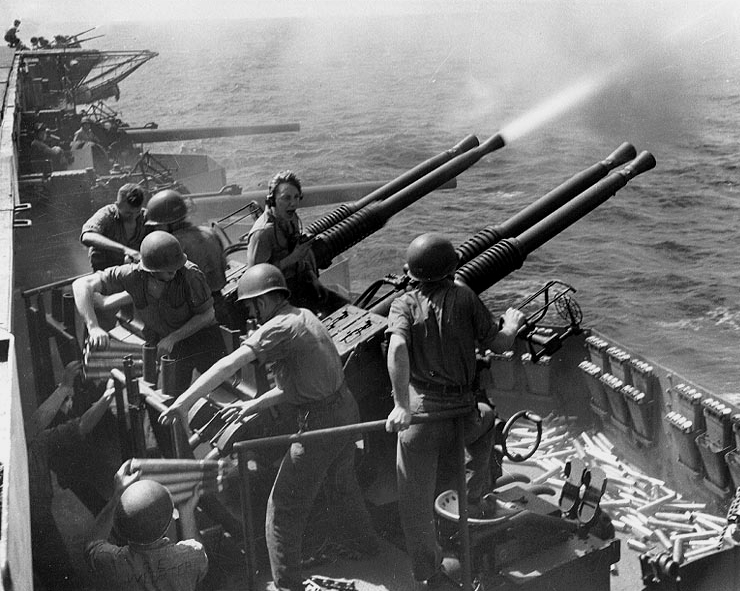
Impianto quadruplo sulla portaerei Hornet

L'arma poteva essere utilizzata in modalità semi-automatica a colpo singolo o a raffica in modalità automatica, tramite un selettore laterale.
Le versioni americane erano denominate M1, Mark 1 e Mark 2; furono utilizzate sulle navi americane fino agli anni settanta. Le versioni Mark 1 e Mark 2, raffreddate ad acqua, erano montate su installazioni binarie o quadruple e i componenti dei due modelli, ad eccezione delle canne, non erano intercambiabili.
La versione M1, a canna singola, raffreddata ad aria, era prodotta originariamente per l'US Army. Le canne della versione M1 erano intercambiabili con quelle dei cannoni raffreddati ad aria, in dotazione a britannici e canadesi.
Lo sviluppo del sistema di direzione di tiro Mark 51 ne migliorò notevolmente la precisione: la metà dei velivoli giapponesi abbattuti tra il 1º ottobre 1944 e il 1º febbraio 1945 sono stati accreditati ai cannoni Bofors 40 mm/56 abbinati al sistema di direzione del tiro Mark 51.
Dopo il conflitto, alcuni di questi cannoni, in seguito allo smantellamento post-bellico delle navi americane, furono utilizzati anche dalla Marina Militare italiana e costituirono l'armamento antiaereo dell'incrociatore Luigi di Savoia Duca degli Abruzzi, dei cacciatorpediniere delle classi San Giorgio e Indomito, delle fregate Granatiere, delle torpediniere classi Orsa e Spica e hanno costituito l'armamento principali delle motocannoniere Folgore e Fulmine.

### Versione belga
Nel 1935 il cannone venne scelto come principale arma antiaerea leggera dell'esercito belga. Ai primi 8 esemplari importati direttamente dalla Svezia, ordinati in agosto 1935 e consegnati nel 1936, seguirono armi prodotte in loco dalla Fabrique Nationale de Herstal, denominate 40 mm FN Mle 1935. Una sezione di 8 cannoni di produzione belga furono acquistate dalla Norvegia, dove erano conosciuti come 4 cm Luftvernkanon M/36. Anche la Francia cercò di acquistare 34 cannoni, ma lo scoppio della guerra mandò a monte la transazione.

## Cannone da 40 mm/70

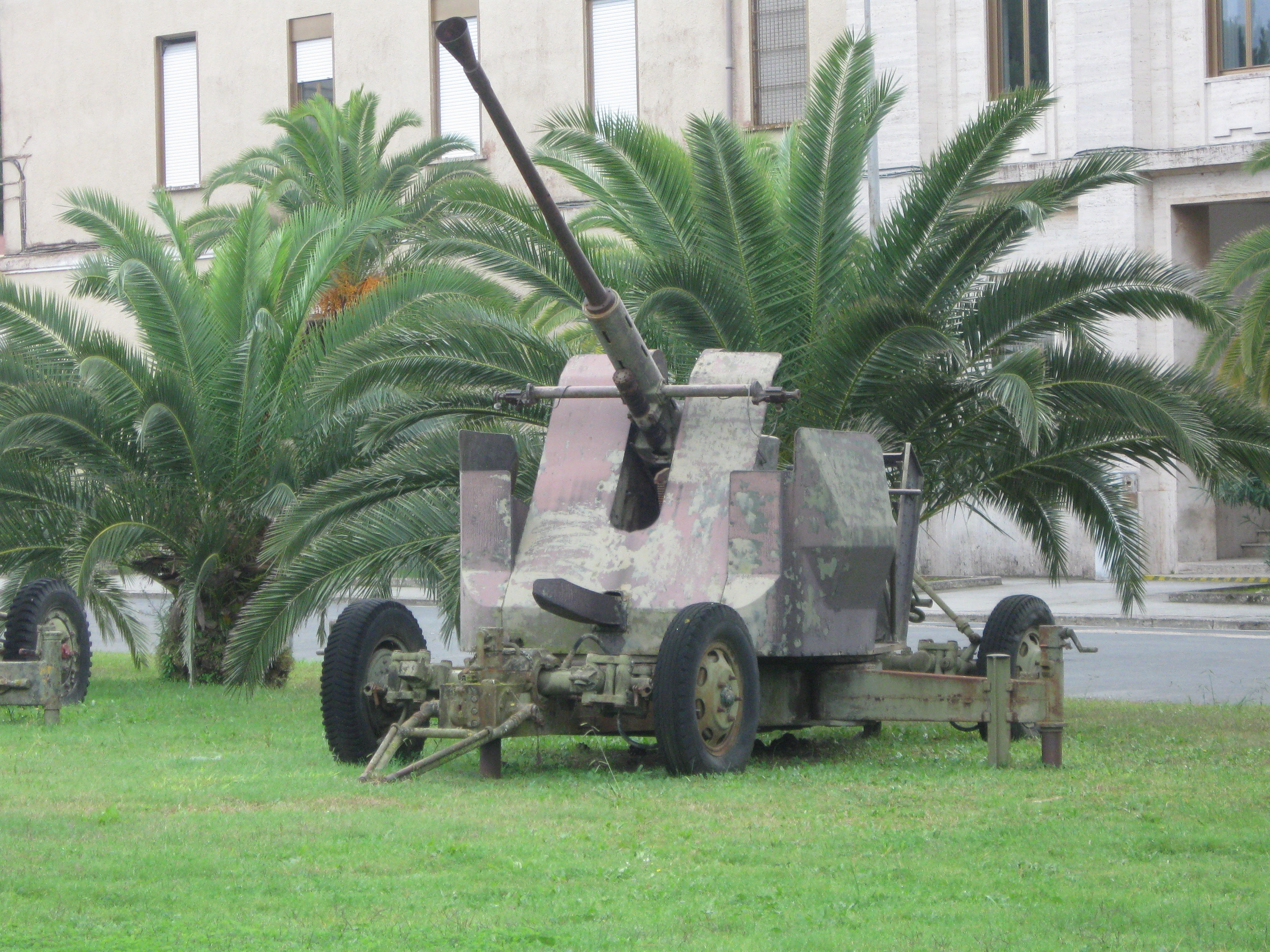
Cannone contraerei 40/70 Bofors dell'artiglieria contraerei leggera dell'Esercito Italiano

Nel dopoguerra ci si rese conto che il cannone da 40mm/L60 avrebbe avuto un'inevitabile obsolescenza; così fu progettato il 40L70, con canna da 70 calibri, maggiore velocità del proiettile, dovuta all'estrazione anticipata del bossolo dalla canna, gittata utile aumentata a 4000m e cadenza di tiro sui 300 colpi al minuto, contro i 120 colpi della versione iniziale.
Il cannone Bofors da 40 mm ha continuato anche dopo la seconda guerra mondiale ad essere una delle armi antiaeree più diffuse, sia in versione terrestre, anche semovente (M247 DIVAD), sia in versione marittima.
In Italia la Breda ha prodotto l'arma su licenza dal 1969, utilizzandola anche con funzioni antimissile, come nel CIWS Dardo prodotto dall'azienda e basato su due cannoni Bofors con munizionamento di prossimità ad elevata precisione.
Ultime evoluzioni dell'arma sono state il Bofors Trinity e l'italiano Fast Forty con una cadenza di 450 colpi al minuto.
Tra le ultime vicende belliche che hanno visto quest'arma in azione va ricordata la guerra delle Isole Falkland tra Gran Bretagna ed Argentina
Attualmente il cannone Bofors è in progressiva radiazione, come gli oltre 250 in dotazione all'Esercito Italiano presenti fino alla fine degli anni '80 nelle unità antiaeree.

## Utilizzatori
- Abu Dhabi
- Algeria
- Argentina
- Australia
- Austria
- Bangladesh
- Belgio
- Bosnia ed Erzegovina
- Belize
- Brasile
- Brunei
- Cambogia
- Canada
- Cile
- Croazia
- Cipro
- Danimarca
- Dubai
- Ecuador
- Egitto
- Finlandia
- Francia
- Germania
- Guatemala
- Grecia

- Ungheria
- India
- Indonesia
- Islanda
- Irlanda
- Iraq
- Israele
- Italia
- Giappone
- Giordania
- Kenya
- Libano
- Libia
- Malaysia
- Lettonia
- Lituania
- Malta
- Messico
- Birmania
- Paesi Bassi
- Norvegia
- Nuova Zelanda
- Oman
- Pakistan
- Panama

- Perù
- Filippine
- Polonia
- Portogallo
- Qatar
- Arabia Saudita
- Serbia
- Singapore
- Sudafrica
- Corea del Sud
- Spagna
- Sri Lanka
- Svezia
- Svizzera
- Taiwan
- Thailandia
- Turchia
- Emirati Arabi Uniti
- Regno Unito
- Stati Uniti
- Uruguay
- Vietnam del Sud
- Venezuela
- Yemen